# Singularna točka
Singularna točka (lat. singularis: jedini) u diferencijalnoj geometriji, točka u kojoj vrijednost funkcije postaje beskonačna, višeznačna i nedefinirana ili njezin graf gubi uobičajena svojstva.
Singularne točke ne smiju se zamijeniti za neke druge bitne točke u matematičkoj analizi kao što su lokalni ili globalni minimum i maksimum, sedlasta točka, točka prijevoja ili pregiba (inflekcijska točka) i sl.

## Vrste singularnih točaka
Postoji više načina na koje krivulja može biti deformirana, pa time postoje sljedeći tipovi izoliranih točaka:
- čvorna točka u kojoj krivulja samu sebe presijeca;
- izolirana točka koja zadovoljava jednadžbu krivulje, ali ne leži na njoj,
- šiljak (ili povratna točka) u kojoj se smjer krivulje mijenja (u suprotni); točka samotangiranja u kojoj krivulja dodiruje samu sebe,
- točka loma u kojoj krivulja "skokovito" mijenja smjer, ali za razliku od šiljka ima različite tangente na oba dijela prekida krivulje,
- točka prekida u kojoj se krivulja prekida,
- asimptotska točka oko koje se krivulja ovija beskonačno mnogo puta, približavajući joj se na po volji malu udaljenost. Kod analitičkih funkcija kompleksne varijable to je točka u kojoj funkcija nije derivabilna (singularitet).